# Roberta Alexander
Roberta Alexander (Lynchburg, Virginia; 3 de marzo de 1949) es una soprano estadounidense. 
Muy apreciada como soprano lírica en personajes de Mozart, Puccini, ópera contemporánea y como Jenufa de Leos Janacek, la cantante afrodescendiente es una distinguida recitalista de cámara y en oratorios y obras sinfónicas, recordándose su labor con Nikolaus Harnoncourt. 
Participó en el proyecto discográfico "Entartete Musik" (música degenerada), que rescató composiciones prohibidas por el Tercer Reich.
Estudió en la University of Michigan de Ann Arbor ( 1969 - 1971) perfeccionándose con Herman Woltman en el Royal Conservatory of Music de La Haya, Holanda.
Canta habitualmente en el Glyndebourne Festival, Metropolitan Opera, Royal Opera House Covent Garden y Berlín, Hamburgo, Viena, Zúrich y Venecia. 
Desde 1975 vive en Ámsterdam.

## Discografía de referencia
- Bach: St John Passion / Peter Schreier
- Gluck: Paride ed Elena / Schneider
- Goldschmidt: Beatrice Cenci / Lothar Zagrosek
- Goldschmidt: Der Gewaltige Hahnrei / Zagrosek
- Händel: Samson / Harnoncourt
- Janácek: Jenufa / Andrew Davis (Glyndebourne DVD)
- Mozart: Don Giovanni / Nikolaus Harnoncourt
- Roberta Alexander Sings Samuel Barber - Vanessa, Andromache